# A Song for You (album Carpenters)
A Song for You – czwarty studyjny album w dyskografii duetu The Carpenters. Ukazał się nakładem wytwórni A&M Records 13 czerwca 1972 r. pod numerem katalogowym SP 3511. Zawiera m.in. takie przeboje jak: „Hurting Each Other”, „Goodbye to Love”, „Top of the World”. W podsumowaniu rocznym listy najlepszych albumów za cały rok 1972 w USA według Billboardu uplasował się na 78 pozycji. W samych Stanach Zjednoczonych rozszedł się w nakładzie ponad 3 mln egzemplarzy uzyskując status potrójnie platynowej płyty.

## Lista utworów[3]
Strona A
| 1. | „A Song for You” (Leon Russell)                          | 4:42  |
|    |                                                          |       |
| 2. | „Top of the World” (John Bettis, Richard Carpenter)      | 2:56  |
|    |                                                          |       |
| 3. | „Hurting Each Other” (Gary Geld, Peter Udell)            | 2:46  |
|    |                                                          |       |
| 4. | „It’s Going to Take Some Time” (Carole King, Toni Stern) | 2:55  |
|    |                                                          |       |
| 5. | „Goodbye to Love” (John Bettis, Richard Carpenter)       | 3:50  |
|    |                                                          |       |
| 6. | „Intermission” (Richard Carpenter)                       | 0:22  |
|    |                                                          |       |
|    |                                                          | 17:31 |
|    |                                                          |       |
Strona B
| 1. | „Bless the Beasts and the Children” (Barry De Vorzon, Perry Botkin Jr.) | 3:07  |
|    |                                                                         |       |
| 2. | „Flat Baroque” (Richard Carpenter)                                      | 1:45  |
|    |                                                                         |       |
| 3. | „Piano Picker” (Randy Edelman)                                          | 1:59  |
|    |                                                                         |       |
| 4. | „I Won’t Last A Day Without You” (Paul Williams, Roger Nichols)         | 3:47  |
|    |                                                                         |       |
| 5. | „Crystal Lullaby” (John Bettis, Richard Carpenter)                      | 3:58  |
|    |                                                                         |       |
| 6. | „Road Ode” (Dan Woodhams, Gary Sims)                                    | 3:50  |
|    |                                                                         |       |
| 7. | „A Song for You (Reprise)” (Leon Russell)                               | 0:53  |
|    |                                                                         |       |
|    |                                                                         | 19:19 |
|    |                                                                         |       |

## Twórcy
- Aranżacja, orkiestracja, instrumenty klawiszowe – Richard Carpenter
- Wokal – Karen Carpenter, Richard Carpenter
- Gitara basowa – Joe Osborn
- Fagot – Norm Herzberg
- Perkusja – Hal Blaine, Karen Carpenter
- Flet – Tim Weisberg
- Gitara – Louie Shelton
- Gitara prowadząca – Tony Peluso
- Obój, rożek angielski – Earl Dumler
- Gitara hawajska – Red Rhodes
- Saksofon tenorowy, flet – Bob Messenger
- Producent – Jack Daugherty
- Inżynier dźwięku – Ray Gerhardt
- Asystent inżyniera dźwięku – Roger Young
- Grafika – Roland Young
- Fotografia – Jim McCrary
- Fotografia – Bill Hennigar

## Single

### Hurting Each Other
Singiel 7” wydany w USA w 1971 przez A&M Records) (A&M 1322)
1. „Hurting Each Other"
2. „Maybe It's You"

### Bless the Beasts and Children
Singiel 7” wydany w Japonii w 1972 przez A&M Records) (AM-114)
1. „Bless the Beasts and Children"
2. „Help"

### It's Going to Take Some Time
Singiel 7” wydany w USA w 1972 przez A&M Records (A&M 1351)
1. „It's Going to Take Some Time"
2. „Flat Baroque"

### Goodbye to Love
Singiel 7” wydany w USA w 1972 przez A&M Records (A&M 1367)
1. „Goodbye to Love"
2. „Crystal Lullaby"

### Top of the World
Singiel 7” wydany w USA w 1973 przez A&M Records (A&M 1468)
1. „Top of the World"
2. „Heather"

### I Won't Last a Day Without You
Singiel 7” wydany w USA w 1974 przez A&M Records) (A&M 1521)
1. „I Won't Last a Day Without You"
2. „One Love"